# Мышеобразные
Мышеобразные (лат. Myomorphi) — инфраотряд грызунов подотряда Supramyomorpha.

## Систематика
В классификации Mammal Species of the World (3-е издание, 2005) мышеобразные рассматриваются как подотряд Myomorpha. Однако Г. Д’Элия и соавторы (2019) пришли к выводу, что мышеобразные, боброобразные и шипохвостообразные настолько близки друг к другу, что вернее было бы классифицировать их как инфраотряды одного подотряда Supramyomorpha. В данной таксономической схеме название группы мышеобразных было изменено на Myomorphi. Именно такую классификацию взяли за основу Л. Дж. Флинн и соавторы (2019) в своём обзоре таксономии грызунов, а затем также авторы справочника Illustrated Checklist of the Mammals of the World (2020).
- Инфраотряд Мышеобразные (Myomorphi)
  - Надсемейство Dipodoidea
    - Семейство Мышовковые (Sminthidae)
    - Семейство Полутушканчиковые (Zapodidae)
    - Семейство Тушканчиковые (Dipodidae)

  - Надсемейство Muroidea
    - Семейство Колючие сони (Platacanthomyidae)
    - Семейство Слепышовые (Spalacidae)
    - Семейство Мышевидные хомячки (Calomyscidae)
    - Семейство Незомииды (Nesomyidae)
    - Семейство Хомяковые (Cricetidae)
    - Семейство Мышиные (Muridae)